# 디스크 스테이션
디스크 스테이션(Disc Station, 약칭 DS)은 일본 컴파일사에서 제작한 PC용 소프트웨어 시리즈이다. PC용 플로피 디스크(후에는 CD로 변경.)로 발매되었으며, 잡지와 같은 형식을 띠고, 자사의 오리지널 게임이나 체험판을 수록한 것이 특징이다.
1988년 첫 발매시에는 MSX2 기종으로 발매되었으며, 이후 1990년에는 NEC사의 PC 기종인 PC98용의 디스크스테이션98이 발매되었다. 그리고 1993년에는 잡지서적에 오리지널 게임 디스크를 포함하는 형태로 발매되었다. (오리지널 게임 디스크는 초기에는 PC98용 플로피 디스크, 1996년부터는 PC98 및 윈도우용 CD 형태로 포함됨.)발매 주기를 월간에서 계간으로 바꾸고, 완전히 오리지널 게임 위주로 선회하였으며, 책자를 전면에 내세우는 등 진짜 잡지같은 모양새를 갖추게 되었다. 책자의 편집, 발행은 에이치 출판이 대행하였지만 3호부터 컴파일이 편집과 발행을 직접 담당하고 에이치 출판은 판매만을 담당하게 된다. 6호부터 판매원이 에이치 출판에서 소프트뱅크로 변경되었고, 12호부터 판매도 컴파일이 직접 하는 것으로 변경된 채 최종호까지 지속된다.
그러나 컴파일이 재정 악화로 화의 신청 후, 2000년 7월 15일 27호를 끝으로 사실상의 폐간인 휴간을 한다.
대한민국에서는 컴파일과 KCT Media가 함께 설립한 컴파일 코리아에서 1997년 2월 20일부터 19800원의 가격으로 발매하기 시작하였다. 그러나 컴파일 본사의 재정위기로 한국지점도 위기에 처한데다 뿌요뿌요 3의 패배로 7호,8호는 잡지 형태로 판매되지 않고 게임마니아 잡지의 일부로 발매되었다. 이후 2001년 컴파일 코리아의 사업 종료로 한국판 디스크스테이션은 8호를 끝으로 폐간된다.

## 주요 수록작(한국어판)
제1호(서적 타입의 일본어판 디스크스테이션 12호와 유사함)
- 마도전기 ~ 엉망진창 기말고사 ~
- 데빌포스3 ~ 검과 꽃다발 ~
- 환세쾌진극
- 봄버 고고! ~ 점프 히어로 외전 2 ~
- 애플소스 ~ 스나이퍼 ~
- 퍼즐뿌요

제2호(서적 타입의 일본어판 디스크스테이션 14호와 유사함)
- 환세취호전
- 루루의 철권 봄방학
- 엘도라도
- 원숭이의 천국 2
- 퍼즐뿌요
- 뿌요빵 먹는 카방클
- 너구리 레이스

제3호(서적 타입의 일본어판 디스크스테이션 15호와 유사함)
- 플로트랜드 스토리
- 마도전기 ~ 마도사의 탑 ~
- 대해선
- 애플소스 ~ 도전! 우주영웅 ~
- 점프 히어로 외전 3
- 퍼즐뿌요
- 옵션 몬스터 MINIMUM

제4호(서적 타입의 일본어판 디스크스테이션 16호와 유사함)
- 지오컨플릭트 3 ~ Hell's Gate Crusaders ~
- 파이팅! 에이스맨 전편
- Go! Go! IVAN!
- 애플소스 ~ 앵글러 ~
- 애플소스 ~ 숲속의 크리스마스 ~(서적 타입의 일본어판 디스크스테이션 9호에 수록된 작품의 컬러 리메이크작. 참고로 PC98용 DS의 애플소스는 단색 그래픽이다.)
- 퍼즐뿌요
- 슈퍼 액션 퍼즐 너구리
- 대해선 in Bazzar
- 보물찾기

제5호(서적 타입의 일본어판 디스크스테이션 17호와 유사함)
- 마도전기 ~ 엘리시온의 비밀 ~(한국 KCT Media에서 제작한, 한국어판 DS에만 존재하는 게임. 원래 일본어판 DS에도 수록될 예정이었으나, 여러 가지 문제로 인해 수록되지 못했다.)
- 도전! 뿌요림픽
- 브릿츠런너
- 배드민턴 카방클
- 퍼즐뿌요
- 환세희담 외전 ~ 궁극의 에로문서 전설 ~ 전편(게임이 아닌, 인터렉티브 무비이다.)
- 마블 퍼트 골프J

제6호(서적 타입의 일본어판 디스크스테이션 18호와 유사함)
- 세리리의 해피버스데이
- 파이팅! 에이스맨 후편
- 옵션 몬스터 LIGHT(한국어판 DS에서는 유일하게 네트워크 대전에 대응하는 게임이다.)
- 폴리폴리! 스피드 대작전(한국어판 DS에서는 유일하게 3D 렌더링 그래픽을 사용한 게임이다.)
- 퍼즐뿌요
- 환세희담 외전 ~ 궁극의 에로문서 전설 ~ 후편
- 도전! 뿌요림픽 in Bazzar

제7호(서적 타입의 일본어판 디스크스테이션 19호와 유사함, 따로 판매되지 않았으며 게임잡지인 게임마니아의 창간호에 수록됨.)
- 애프터 데빌포스 ~ 미치광이 왕의 후계자 ~(일본에서는 패키지로 발매되었다.)
- 미스틱 아츠
- 슈퍼 액션 퍼즐 너구리
- 애플소스 Journey
- 퍼즐뿌요

제8호(서적 타입의 일본어판 디스크스테이션 21호와 유사함, 게임잡지인 게임마니아 2호에 수록됨. 2001년에 7호와 함께 묶여서 7+8호라는 이름으로 발매됨.)
- 지오 컨플릭트 어드벤처 ~ 고독한 정령 ~
- Run! Run! IVAN!
- 애플소스 ~ 우리들의 무인도 ~
- 퍼즐뿌요 에디터
- 세가 새턴용 마도전기 미니 자바 게임